# Saint-Palais (Allier)
Saint-Palais è un comune francese di 157 abitanti (al 1º gennaio 2022) situato nel dipartimento dell'Allier della regione dell'Alvernia-Rodano-Alpi.

## Società

### Evoluzione demografica
Abitanti censiti